# Râul Simila
Râul Simila este un curs de apă, afluent al râului Bârlad. 